# Kvillsfors
Kvillsfors ist ein Ort (Tätort) in der schwedischen Provinz Jönköpings län und der historischen Provinz Småland. Der Ort gehört zur Gemeinde Vetlanda.
Kvillsfors liegt etwa dreißig Kilometer östlich vom Hauptort Vetlanda entfernt am Riksväg 47. Der abzweigende Länsväg F 900 führt über den Fluss Emån weiter nach Hultsfred. Die nur dem Güterverkehr dienende Bahnstrecke der Emådalsbanan endet in Kvillsfors und bedient mehrere Anschlüsse.

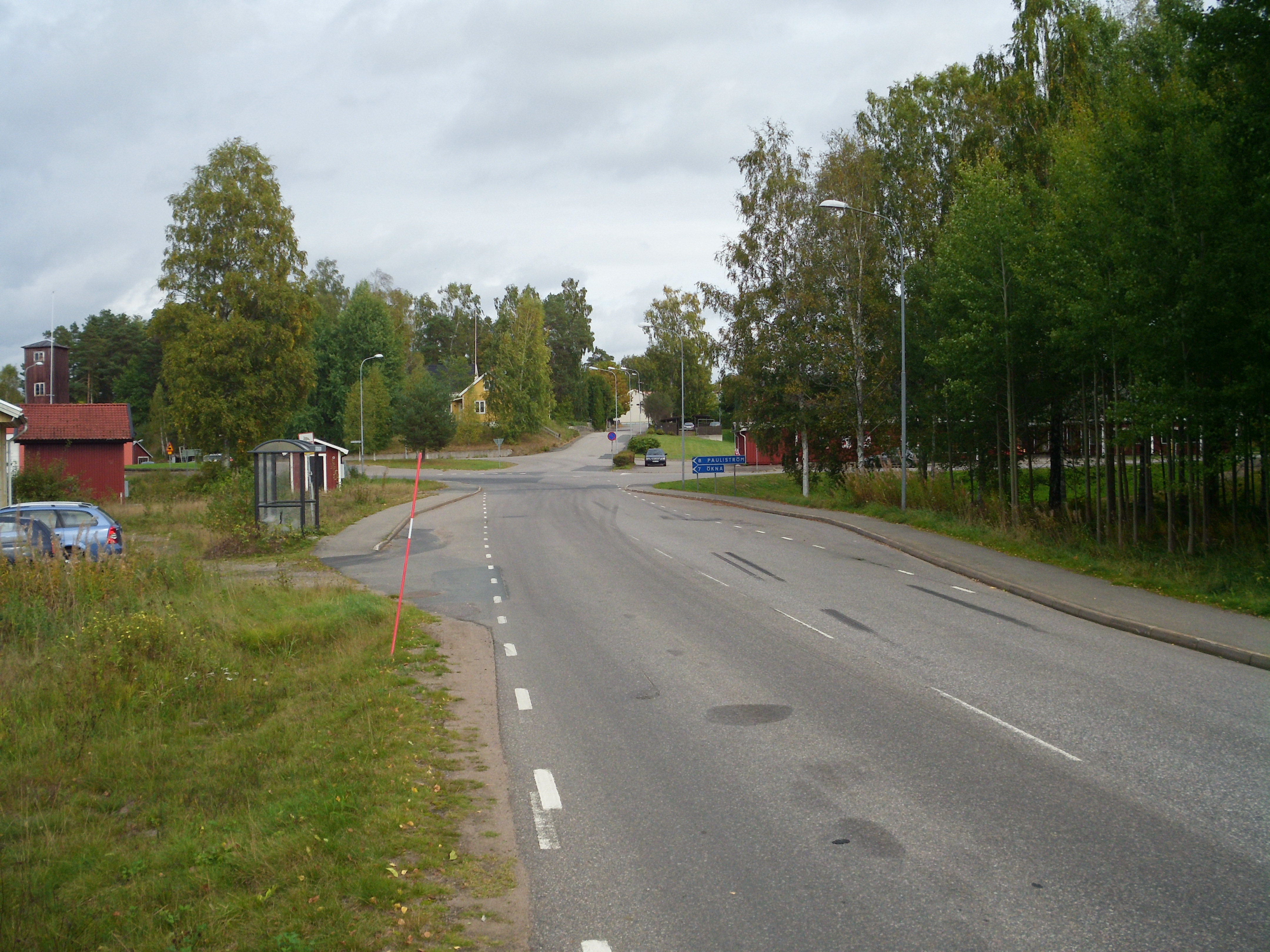
Im Zentrum
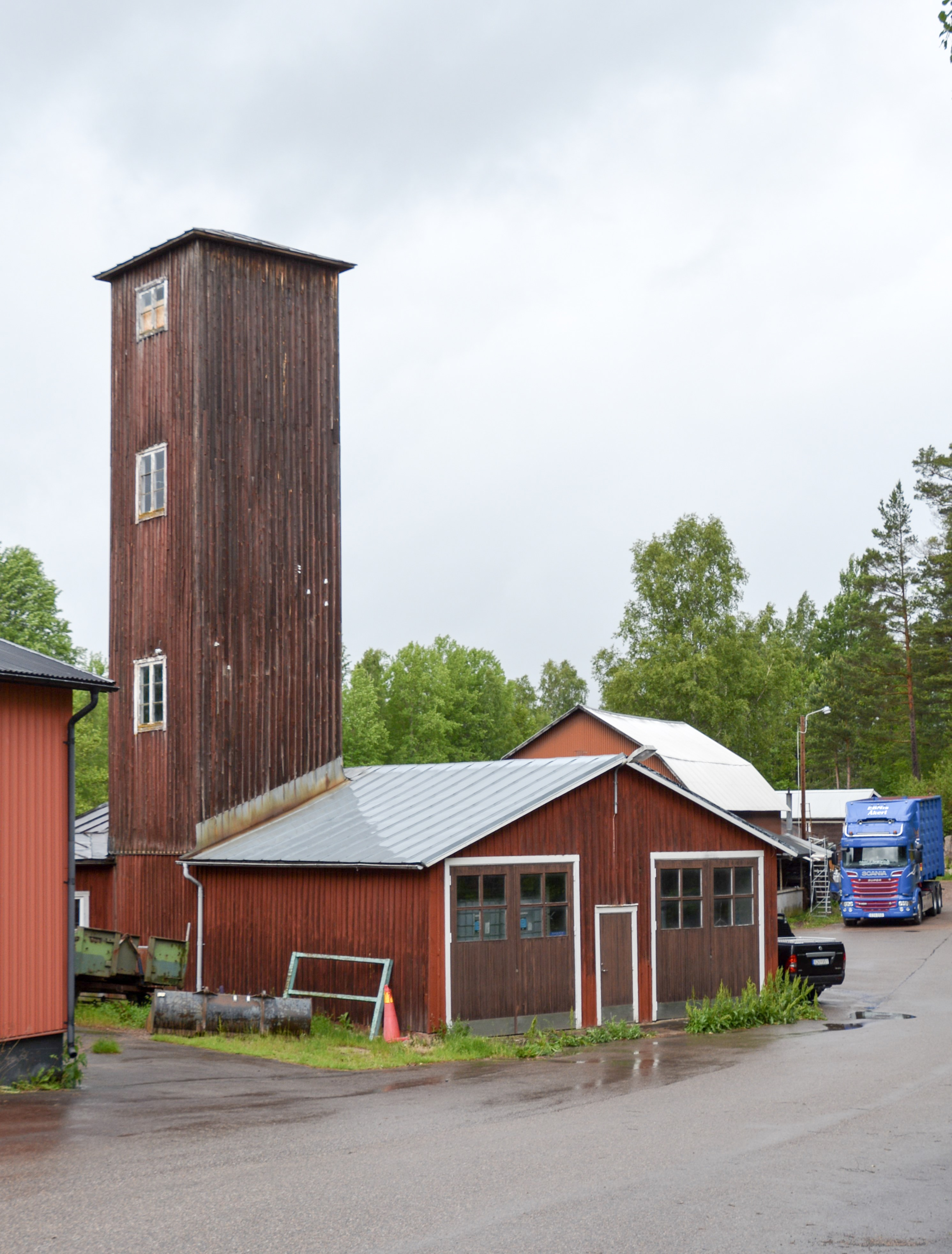
Alte Feuerwehr
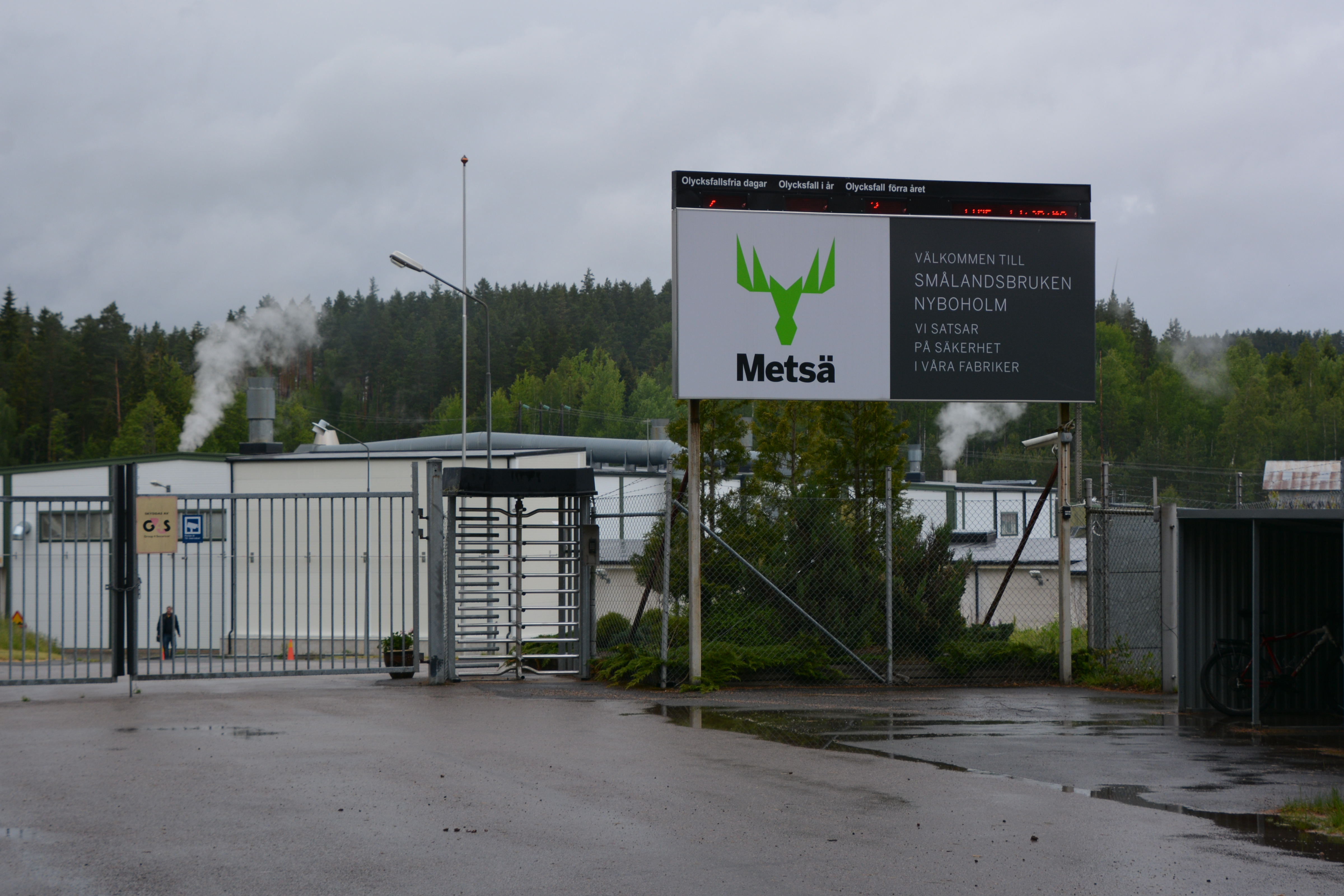
Nyboholms bruk